# Jessica Eschgfäller
Jessica Eschgfäller (* 1983) ist eine ehemalige italienische Snowboarderin. Sie startete in den Paralleldisziplinen.

## Werdegang
Eschgfäller trat international erstmals bei den Juniorenweltmeisterschaften 1999 auf der Seiser Alm in Erscheinung. Dort errang sie den 15. Platz im Parallel-Riesenslalom. In der Saison 1999/2000 gab sie in Innichen ihr Debüt im Snowboard-Weltcup, welches sie auf dem 36. Platz im Parallelslalom beendete und belegte bei den Juniorenweltmeisterschaften 2000 in Berchtesgaden den 31. Platz im Parallel-Riesenslalom sowie den 23. Rang im Parallelslalom. In den folgenden Jahren fuhr sie bei den Juniorenweltmeisterschaften 2001 in Nassfeld auf den 29. Platz im Parallel-Riesenslalom sowie auf den siebten Rang im Parallelslalom, bei den Juniorenweltmeisterschaften 2002 in Rovaniemi auf den achten Platz im Parallel-Riesenslalom und bei den Juniorenweltmeisterschaften 2003 in Prato Nevoso auf den 11. Platz im Parallel-Riesenslalom. Im April 2006 wurde sie italienische Meisterin im Parallel-Riesenslalom. In der Saison 2006/07 errang er in Adelboden mit Platz drei im Riesenslalom und in Kiew mit Rang drei im Parallelslalom ihre ersten Podestplatzierungen im Europacup. Zudem belegte sie in Štrbské Pleso die Plätze zwei und eins im Parallel-Riesenslalom und erreichte mit dem vierten Platz in der Parallel-Wertung des Europacups ihre beste Gesamtplatzierung in dieser Rennserie. Beim Saisonhöhepunkt, den Snowboard-Weltmeisterschaften 2007 in Arosa, kam sie auf den 24. Platz im Parallel-Riesenslalom und auf den 15. Rang im Parallelslalom. In der folgenden Saison erreichte sie mit Platz 21 in Lake Placid und Rang 19 im Stoneham ihre besten Platzierungen im Weltcup sowie mit dem 37. Platz im Parallel-Weltcup ihr bestes Gesamtergebnis im Weltcup. Zudem siegte sie im März 2008 bei den italienischen Meisterschaften im Parallelslalom. Bei den Snowboard-Weltmeisterschaften 2009 in Gangwon belegte sie den 47. Platz im Parallel-Riesenslalom und den 34. Rang im Parallelslalom. Ihren 40. und damit letzten Weltcup absolvierte sie im März 2010 in Chiesa in Valmalenco, welchen sie auf dem 39. Platz im Parallel-Riesenslalom beendete.

## Weltcup-Gesamtplatzierungen
| Saison    | Gesamt | Gesamt | Parallel | Parallel |
| Saison    | Punkte | Platz  | Punkte   | Platz    |
| --------- | ------ | ------ | -------- | -------- |
| 1999/2000 | 6      | 127.   | -        | -        |
| 2003/04   | -      | -      | 18       | 87.      |
| 2004/05   | -      | -      | 18       | 86.      |
| 2005/06   | 15     | 197.   | 15       | 82.      |
| 2006/07   | 222    | 106.   | 222      | 42.      |
| 2007/08   | 546    | 92.    | 546      | 37.      |
| 2008/09   | 122    | 139.   | 122      | 46.      |